# 밀라노 주세페 베르디 교향악단
밀라노 주세페 베르디 교향악단은 밀라노에 기반을 둔 이탈리아의 관현악단이다.
1993년에 블라디미르 델만에 의해 창단되었으며, 밀라노 뿐 아니라 이탈리아에서 드물던 연주회 전문 관현악단을 목표로 삼았다. 초기에는 음악 감독이나 상임 지휘자 등이 없이 객원 지휘에 의존하고 있었고, 1998년에는 악단의 부속 합창단인 밀라노 주세페 베르디 교향 합창단(Coro Sinfonico di Milano Giuseppe Verdi)이 창단되었다.
1999년에 리카르도 샤이가 초대 음악 감독으로 영입되고 상주 공연장인 아우디토리움 디 밀라노가 완공되면서 급속한 상승세를 타기 시작했다. 샤이는 전속사인 데카에서 이듬해인 2000년부터 녹음 작업을 시작했으며, 특히 로시니와 베르디, 푸치니의 알려지지 않은 작품들을 모은 '디스커버리즈' 시리즈나 합창과 관현악 작품 모음집, 베리오의 관현악 편곡집 등은 세계 최초 녹음을 다수 포함하는 독보적인 기획물로 주목받았다. 2002년에는 관현악단과 합창단 양자를 통괄하는 재단이 설립되어 재정 기반도 확충되었다.
이외에도 올레그 카에타니가 2003~2006년 4년에 걸쳐 완성한 쇼스타코비치의 교향곡 전집(아츠)이나 산드로 고를리가 지휘한 마데르나의 관현악곡집(스트라디바리우스), 루돌프 바르샤이가 쇼스타코비치의 현악 4중주 다섯 곡을 확대 편곡한 실내 교향곡 전집(브릴리언트 클래식) 등 객원 지휘자들의 녹음 활동도 주목을 받았다.
샤이는 2005년에 라이프치히 게반트하우스 관현악단의 카펠마이스터직에 전념하기 위해 음악 감독직을 사임했으며, 악단에서는 샤이의 공로를 인정해 계관 지휘자 직책을 수여했다. 샤이 이후 음악 감독직은 계속 공석 상태이며, 수석 객원 지휘자로 클라우스 페터 플로어와 뤼 자, 헬무트 릴링이, 명예 지휘자로는 루돌프 바르샤이가 활동하고 있다가, 시안 장이라는 여성 지휘자가 2009년 3월에 음악감독으로 영입되었다.
관현악 연주회 외에도 합창단과 진행하는 합동 공연이나 밀라노 테아트로 피콜로와 합동으로 진행하는 오페라 공연, 유명 성악가들과의 협연 등을 진행하고 있으며, 안젤라 게오르기우나 후안 디에고 플로레스, 롤란도 비야손, 플라시도 도밍고, 조셉 칼레야, 살바토레 리치트라 등의 독창 앨범을 데카와 EMI, 소니 클래시컬, 도이체 그라모폰 등에 취입했다. 악단 단원들로 구성된 현악 4중주 등 실내악 활동도 활발하며, 푸치니의 현악 4중주 작품 전집이나 지미 헨드릭스, 스콧 조플린, 비틀즈 등의 편곡 앨범, 니노 로타의 영화 음악 작품집 등 이채로운 기획물을 내놓기도 했다. 이외에도 청소년 관현악단이나 합창단의 지도와 교육, 합동 공연 등을 진행하고 있다.
최근에는 악단 자체 레이블인 'LaVerdi'를 설립했고, 공연 실황을 아이튠즈를 통한 유료 다운로드 형식으로 판매하고 있다.